# Overijssel

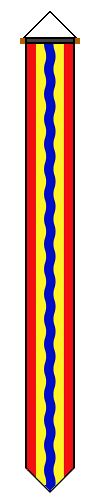
Gonfalone della provincia

L'Overijssel (pronuncia in olandese: /ˈoˑʊ̯vərˌʔɛɪ̯səɫ/ ; in basso tedesco Oaveriessel) è una provincia dei Paesi Bassi situata nella parte centro-orientale dello stato. Il capoluogo è Zwolle. Altre città importanti sono Almelo, Deventer, Enschede e Hengelo.

## Geografia fisica
L'Overijssel è suddiviso in tre regioni non amministrative: Salland (ad ovest), de Kop van Overijssel (a nord) e Twente (a sud-est).
L'Overijssel è delimitato dall'IJsselmeer, dal fiume IJssel e dalle colline del Veluwe ad ovest, dalle ex-brughiere di Drenthe a nord, dalla Germania ad est e dall'Achterhoek a sud. Confina con le province di Frisia e di Drenthe a nord, con la Germania (Bassa Sassonia e Renania Settentrionale-Vestfalia) a est, con la Gheldria a sud e con il Flevoland e l'IJsselmeer a ovest.
La superficie della provincia è prevalentemente sabbiosa, inframezzata da piccoli fiumi e ruscelli, eccetto a nord-ovest, dove dominano laghi e polder.

## Storia

Mappa del Vescovato di Utrecht nel 1350 circa, dove l'attuale regione dell'Overijssel faceva parte della regione dell'Oversticht

### Oversticht
In epoca medievale (fino al XIV secolo) Overijssel era conosciuta come Oversticht (nome che indicava anche parti della moderna provincia di Drenthe). Nel 1336, l'Oversticht divenne parte della Gheldria, ma fu presto ceduto al Vescovato di Utrecht (1347). A loro volta i vescovi di Utrecht nel 1528 cedettero l'Oversticht all'imperatore Carlo V, che ottenne per sé il titolo di signore di Overijssel (dal nome latino con cui l'Oversticht era nota dal 1233: Transysla o Transisalania, o Over-IJssel appunto, cioè posta al di la del fiume IJssel). 
Nonostante l'opposizione dell'imperatore, nella prima metà del XVI secolo la riforma protestante (ed in particolare il calvinismo) fece rapidi progressi in tutti i Paesi Bassi e nella seconda metà del secolo l'Overijssel si unì alla rivolta delle Fiandre contro l'erede di Carlo, Filippo II, che mirava a ripristinare il predominio cattolico; nel 1581 la rivolta portò alla formazione della Repubblica delle Sette Province Unite, di cui l'Overijssel fece parte a pieno titolo. La rivolta fu seguita dal "secolo d'oro" (gouden eeuw): nonostante lo stato di guerra con la Spagna (che durò fino alla pace di Vestfalia del 1648), la Repubblica attraversò un periodo di rapida espansione commerciale e coloniale.
Dopo una breve occupazione ad opera delle forze del vescovo di Münster (1672–74), l'Overijssel ricevette una nuova forma di governo che garantì agli stadtholders un maggior potere, tanto che il titolo divenne ereditario e la Repubblica divenne sempre più simile ad una monarchia.

### Overijssel
Nel 1795 la crescente opposizione agli stadtholders, favorita all'appoggio anche militare dei rivoluzionari francesi, portò formazione della nuova Repubblica Bataviana. Il governo centrale venne organizzato in una serie di dipartimenti, sulla modello di quelli della Francia rivoluzionaria.
In questo quadro, nel 1798 l'Overijssel fu incorporato in un dipartimento che comprendeva anche la provincia di Drenthe; il nuovo dipartimente fu inizialmente chiamato Ouden IJssel, ma nel 1801 il nome tornò ad essere Overijssel.
La Repubblica bataviana fu annessa dalla Francia nel 1810: l'Overijssel venne allora inserita nel nuovo dipartimento francese di Bouches-de-l'Yssel; ma dopo la sconfitta di Napoleone nel 1814, la provincia di Overijssel (separata dalla Drenthe) fu ricreata nel quadro del nuovo Regno dei Paesi Bassi.
Per gran parte della Seconda guerra mondiale (e precisamente dal Maggio 1940 all'Aprile 1945) l'Overijssel fu occupato dalla Germania nazista, assieme al resto dei Paesi Bassi.
Nel 1962 il Noordoostpolder (un territorio reclamato al mare nel 1942 attraverso il prosciugamento di parte dell'IJsselmeer, nel quadro del grande progetto noto come Zuiderzeewerken), fu aggregato all'Overijssel; ma nel 1986 il nuovo territorio divenne parte della neonata provincia di Flevoland.